# Zasloužilý architekt Běloruské republiky
Zasloužilý architekt Běloruské republiky (bělorusky Заслужаны архітэктар Рэспублікі Беларусь) je čestný titul Běloruské republiky. Udílen je prezidentem republiky architektům za zásluhy o rozvoj architektury.

## Pravidla udílení
Čestné tituly, podobně jako další státní vyznamenání, udílí prezident republiky či jiné osoby v jeho zastoupení. Čestné tituly jsou udíleny na základě vyhlášky prezidenta republiky. K jejich udělení dochází během slavnostního ceremoniálu a oceněnému je předáváno potvrzení o udělení ocenění a odznak.
Čestný titul Zasloužilý architekt Běloruské republiky se udílí vysoce profesionálním architektům, kteří pracují v oboru po dobu nejméně patnácti let, za jejich zásluhy o rozvoj architektury, vývoj projektů, tvorbu architektonických komplexů, budov a dalších staveb, za obnovu kulturních památek a za výchovu budoucí generace architektů.